# Lucha de Cornualles

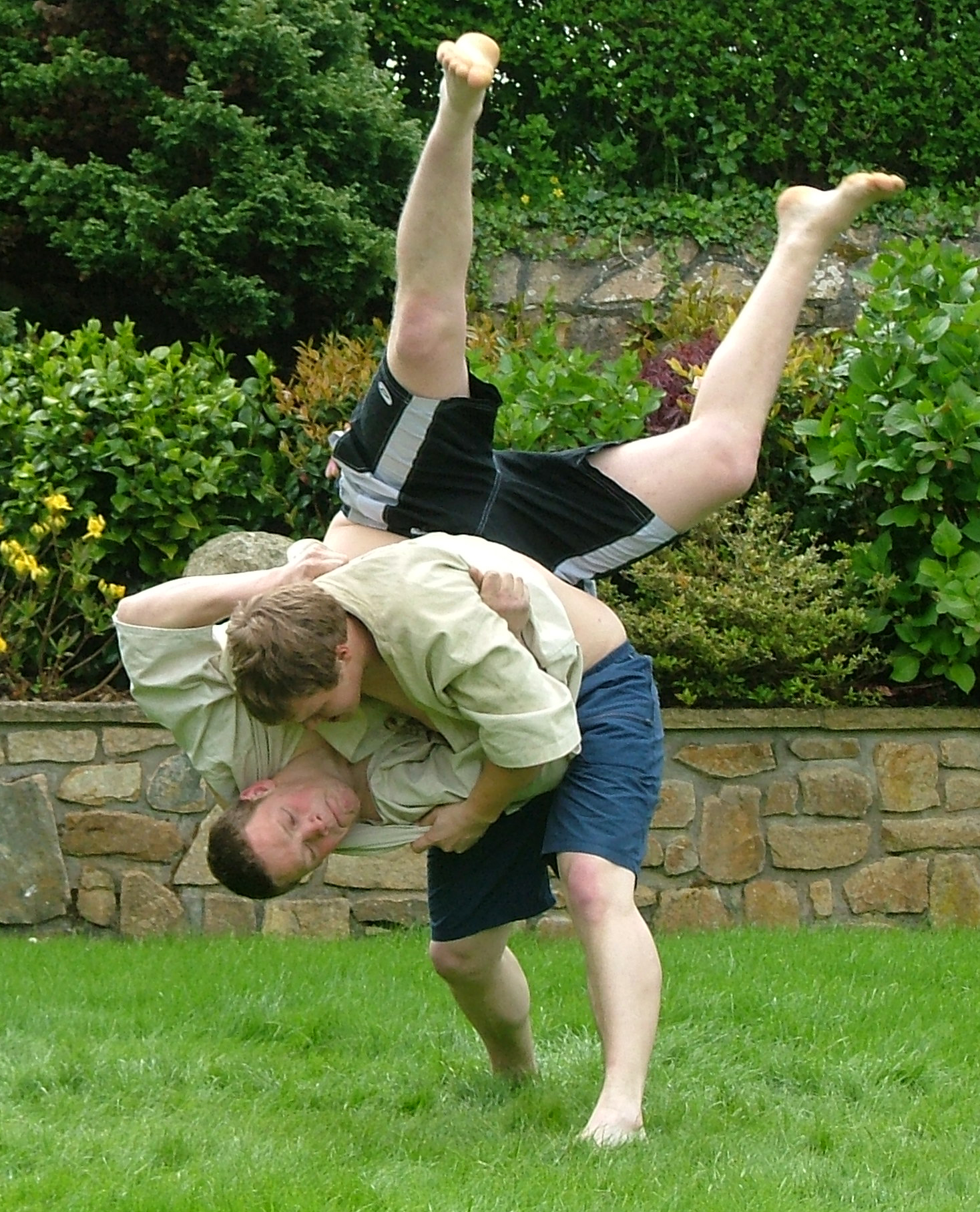
Foto realizada por Ashley Cawley, representa de manera clara el combate de la lucha de Cornualles.

La lucha de Cornualles ("Cornish wrestling" o “wrasslin” como se llama a veces en inglés de Cornualles) es una forma de lucha tradicional similar al judo, que se ha practicado en Cornualles (al suroeste del Reino Unido) durante varios siglos. El árbitro el conocido como “stickler”, y se dice que el significado popular de la palabra como “pedant” proviene de este uso. 
Los luchadores en el estilo de Cornualles llevan chaquetas que permiten obtener mejores agarres.

## Historia
La lucha de Cornualles tiene una larga historia, y Geoffrey de Monmouth lo sugiere en su Historia Regum Britanniae, de 1139 al contar que Corineus luchó contra un gigante de Cornualles, Gogmagog.
Es conocido que luchadores de Cornualles habían luchado en la batalla de Agincourt en 1415. Los hombres de Cornualles que entraron batalla sostuvieron una bandera de dos luchadores de Cornualles en un agarre.
Luchadores de Cornualles y bretones han participado durante mucho tiempo en combates inter-Célticos desde al menos 1402 y éstos todavía continúan de vez en cuando.
La Asociación de lucha de Cornualles se formó en 1923. 
Ashley Cawley (hijo de Gerry Cawley, un famoso campeón de lucha de Cornualles) es el actual campeón del peso pesado de Cornualles (de 2005).
Ashley Cawley defendió su título (campeón del peso pesado de Cornualles) por primera vez en 2006. El torneo fue realizado en Lostwithiel el 16 de julio y la final del torneo fue un combate monumental entre Ashley y Darrin Richardson que tuvo una hora de duración, Ashley golpe finalmente derrotó a Darrin en el “primero que toque el suelo”.
El domingo siguiente (el 23 de julio) se celebró un torneo de Intercéltico en Wadebrige, donde un equipo de luchadores de Bretaña vino a retar a Cornualles. Apenas una semana después de lesionarse Ashley Cawley en el torneo de pesos pesados, se enfrentó a su rival de Bretaña y ganó, convirtiéndose en el campeón intercéltico del peso pesado de 2006. 

## Lucha de Cornualles en la Real Exhibición de Cornualles.
La asociación de lucha de Cornualles (CWA) todavía ofrece anualmente en la Real Exhibición de Cornualles. La zona de lucha de Cornualles se puede encontrar en el área del campo más cerca a la entrada del oeste. En la zona de lucha de Cornualles se encuentra una impresionante exhibición de trofeos, de correas, historia, fotos, libros y de DVD de la lucha de Cornualles. Los luchadores realizan demostraciones de su estilo en la palestra campestre, generalmente dos veces al día durante cada uno de los tres días de la exhibición. Las exhibiciones ofrecen la mayor parte de las proyecciones y movimientos del estilo de Cornualles y ofrecen también combates de demostración, generalmente con gran variedad de luchadores: jóvenes, muchachas, pesos ligeros y pesados. 